# Иов (Бандман)
Епи́скоп И́ов (нем. Bischof Hiob, в миру Джон Лионель Бандман, нем. John Lionel Bandmann; род. 29 августа 1982, Берлин) — архиерей Русской православной церкви заграницей, епископ Штутгартский (с 2021), викарий Берлинской и Германской епархии.

## Биография
Родился 29 августа 1982 года в Берлине и был единственным ребёнком в семье. Родители занимались кинематографией. Получил классическое немецкое образование с греческим и латынью. Вместе с матерью был крещён в православии в реке Иордан во время паломничества в Святую землю и получил имя Иоанн (нем. Johannes).
Окончил гимназию (абитур) в 2002 году, после чего вместо военной службы занимался социальным служением — уходом за душевнобольными.
В сентябре 2003 года поступил в братию монастыря преподобного Иова Почаевского в Мюнхене, где много лет занимался редактирование православного журнала «Der Bote» — немецкой версии епархиального журнала «Вестник Берлинской и Германской епархии», а также вёрсткой и подготовкой к печати православной литературы. Также исполнял обязанности регента монастырского хора.
С 2004 по 2009 год обучался в институте православного богословия Мюнхенского университета, написав диссертацию «Понятие науки в диалоге православного богословия с естественными науками» (нем. «Der Begriff der Wissenschaft im Dialog der Orthodoxen Theologie mit den Naturwissenschaften»), и получив диплом богословия (Dipl. theol. univ.). Кроме родного немецкого, владеет ивритом, английским, русским, греческим и латинским языками. Имеет лицензию православного законоучителя, утверждённую Министерством культуры Баварии для преподавания в учебных заведениях.
6 июля 2012 года архиепископом Берлинским и Германским Марком (Арндтом) в монастыре преподобного Иова Почаевского в Мюнхене был пострижен в иночество с именем Иосиф.
6 июля 2016 года в монастыре святого Иова Почаевского тем же иерархом пострижен в малую схиму с именем Иов в честь преподобного Иова Почаевского. 24 июля 2016 года в кафедральном соборе в Мюнхене был хиротонисан во иеродиакона.
Является секретарём переводческой комиссии, учреждённой Православным епископским собранием Германии для координации переводов православных богослужебных текстов на немецкий язык.
10 сентября 2018 года архиепископом Берлинский и Германским Марком (Арндтом) был хиротонисан во иеромонаха, а 18 октября 2020 года возведён в достоинство игумена.
8 декабря 2020 года решением Архиерейским синодом Русской зарубежной церкви был избран для рукоположения в сан епископа Штутгартского, викария Германской епархии. 29 декабря 2020 года избрание было утверждено Священным синодом Русской православной церкви. 4 апреля 2021 года митрополитом Берлинским и Германским Марком в монастыре преподобного Иова Почаевского был возведён в достоинство архимандрита.
9 декабря 2021 года в Знаменском соборе Нью-Йорка состоялся чин наречения архимандрита Иова (Бандманна) во епископа Штутгартского, викария Германской епархии. 10 декабря того же года там же состоялась его архиерейская хиротония. Хиротонию совершили: митрополит Восточно-Американский и Нью-Йоркский Иларион (Капрал), митрополит Берлинский и Германский Марк (Арндт), архиепископ Сан-Францисский и Западно-Американский Кирилл (Дмитриев), архиепископ Монреальский и Канадский Гавриил (Чемодаков), епископ Лондонский и Западно-Европейский Ириней (Стинберг) и епископ Манхэттенский Николай (Ольховский).
16 сентября 2022 года решением Архиерейского собора РПЦЗ включён в состав созданной тогда же комиссии для изучения вопросов, связанных с каноническим приемом раскольников